# Castello di Tornano

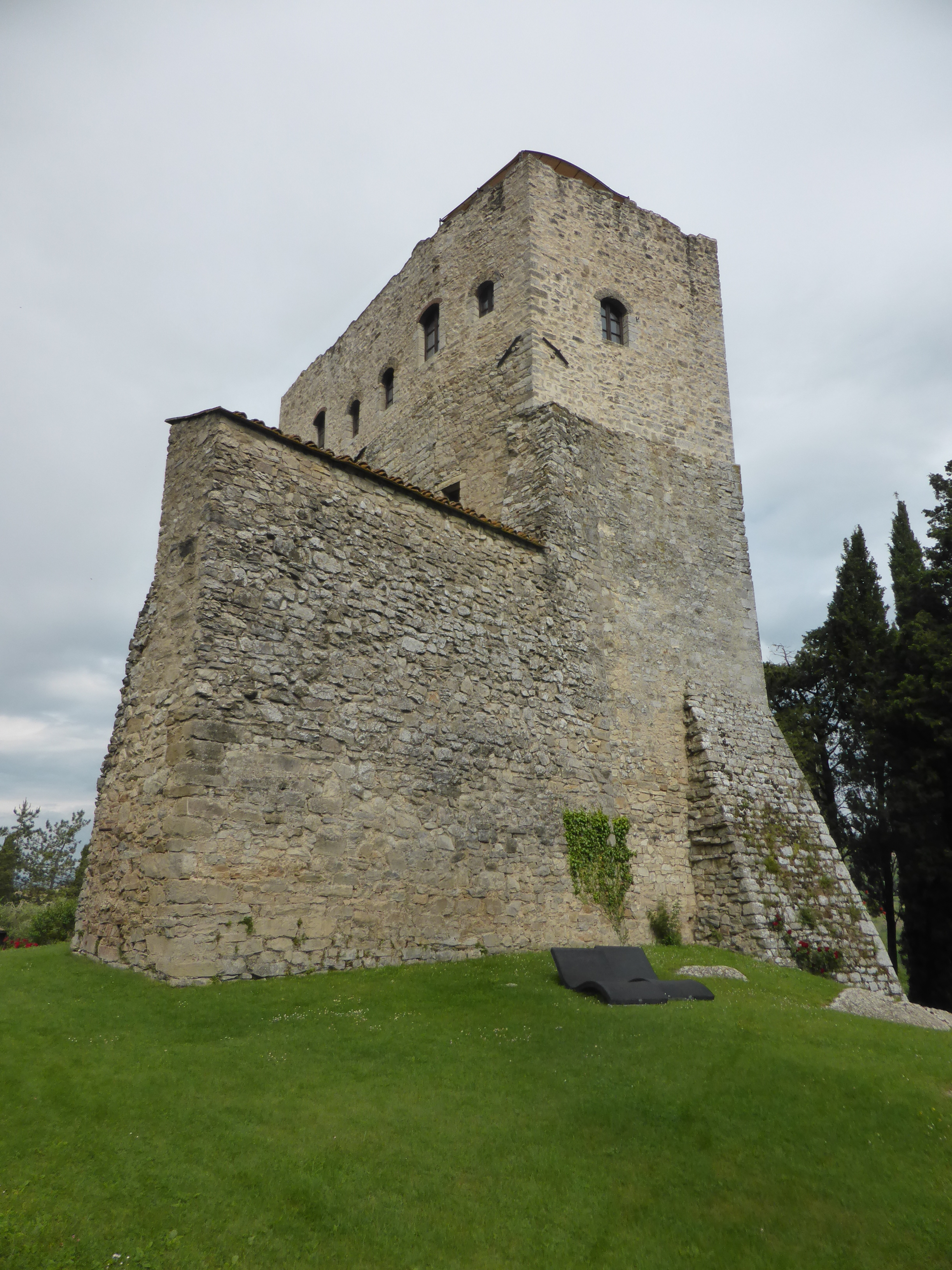
Castello di Tornano

Das Castello di Tornano ist eine Burg aus dem frühen Mittelalter in der Nähe von Gaiole in Chianti in der Provinz Siena in der italienischen Region Toskana. Das Kastell liegt auf einer Anhöhe und ist über eine Schotterstraße erreichbar.

## Geografie
Die Burg liegt in der Landschaft des Chianti, ca. 5 km südwestlich von Gaiole in Chianti, ca. 13 km nordöstlich der Provinzhauptstadt Siena und ca. 40 km südlich der Regionalhauptstadt Florenz. Kurz westlich fließt der Torrente Marsellone (heute Massellone, 12 km Länge), der kurz ca. 1,5 km weiter südlich dem Arbia als linkem Zufluss dient.

## Geschichte
Die Burg war um das Jahr 1000 Sitz einer Curtis. Deren Name erscheint häufig bei Verträgen, die in der Abtei Coltibuono aufbewahrt wurden. Später gehörte die Burg dem Adeligen Guarnellotto de’ Mezzolombardi aus Siena. Da er gegen den Kaiser Barbarossa aufbegehrte, wurde ihm Tornano 1167 entzogen. Der Kaiser gab den Besitz an Ranieri de’ Firidolfi Ricasoli, allerdings behielt der von Siena unterstützte Guarnellotto die Kontrolle über Tornano und das in der Nähe liegende Schloss Campi. Erst als das Umland von Tornano an Florenz kam, wurde Tornano nach dem Schiedsspruch von Poggibonsi vom 4. Juni 1203 endgültig dem Guarnallotto entzogen. 1229 konnte Siena Tornano wieder zurückerobern, verlor aber im Jahr 1235 endgültig die Herrschaft über Tornano.
Um 1400 wurde die Burg von der Familie der Ricasoli umgestaltet und mit neuen Wehranlagen versehen. So konnte die Burg zwei Angriffen der Aragoneser im 15. Jahrhundert widerstehen. 1530 wurde die Burg von den kaiserlichen Truppen erobert.

## Anlage
Heute besteht die historische Anlage im Wesentlichen in einem in rezenter Zeit aufgestockten trapezförmigen Turm und Resten der ehemaligen Burgmauern bzw. des Burggrabens. Auch die Burgkapelle ist erhalten, allerdings zu einem Weinkeller umgestaltet. Die zur Ruine gewordene Burg ist von Manfredo und Silvana Selvolini in den 1970er Jahren renoviert und zu einer Hotelanlage ausgebaut worden.